# Vought F-8 Crusader
F-8 Crusader (izvorno F-8U) je jednosjedni lovački zrakoplov koji je koristila američka mornarica na svojim nosačima zrakoplova a zamijenio je Vought F-7 Cutlass.

## Razvoj
Novi Voughtov zrakoplov je život započeo kao zahtjev američke mornarice iz rujna 1952. Tražio se lovac koji bi djelovao s nosača zrakoplova, mogao bi dostići brzinu od Mach 1,2 te bi bio dosta okretan i izdržljiv. Osim Voughta, na natječaj se javilo još sedam drugih zrakoplovnih prozvođača. Voughtov prijedlog, oznake V-383, je dizajnirala ekipa predvođena Johnom Russellom Vlarckom. Kako je za ono vrijeme V-383 bio revolucionaran projekt koristeći najmoderniju tehnologiju, mornarica im je u svibnju 1953. izdala ugovor o izradi ne-letnih maketa u prirodnoj veličini koje bi se koristile za daljna testiranja. Vlasti su pokazale interes i za foto-izvidničkom inačicom oznake V-392.29. lipnja iste godine mornarica je Voughtu izdala novi ugovor o izradi dva prototipa koji su dobili mornaričku oznaku XF-8U-1. Prvi XF-8U-1 je završen u veljači 1955. i poletio je 25. ožujka s testnim pilotom Johnom W. Konradom za kontrolama. Odmah tijekom prvog letao je dostigao brzinu od Mach 1 te je tako postao prvi mornarički nadzvučni lovac. Drugi prototip je završen 12. lipnja, nakon čega je novi zrakoplov dobio naziv Crusader. 

### Dizajn
Kako je sve zahtjeve mornarice bilo teško ispuniti, Voughtovi dizajneri su trebali biti dosta "kreativni" oko riješavanja nekih problema. Crusaderova najneobičnija karakteristika je bila mogućnost mijenjanja položaja odnosno visine krila u odnosu na trup. Ovo se koristilo prilikom polijetanja i slijetenja (krilo bi se "podiglo" za 7°) kako bi se smanjila brzina, dok bi istovremeno pilot imao dobru vidljivost iz svog kokpita.

Dijelovi zrakoplova su izrađivani od titanija, posebno stražnji dio trupa oko sustava naknadnog izgaranja, dok je četvrtina trupa izrađena od magnezijevih legura. XF8U-1 prototip je pokretao Pratt & Whitney J57-P-11 turbomlazni motor s 43,2 kN normalnog potiska te 65,7 kN potiska uz korištenje naknadnog izgaranja. Stražnji dio zrakoplova se mogao odvojiti kako bi se omogućio lakši pristup motoru a repne površine su bile potpuno pokretne s visokim vertikalnim stabilizatorom. Od naoružanja, nosio je jedan 20mm Colt Mark 12 top s 144 komada municije, te dvije strojnice na bokovima. Bio je opremljen s AN/APG-30 radarom za određivanje udaljenosti čija se antena nalazila u nosu. Iza strojnica, na bokovima su se nalazila spojišta za toplisnki navođene Sidewinder rakete a ispod krila nije imao spojišta za dodatno oružje osim uvlačivog višecijevnig lansera za 32 70mm rakete koji se tijekom proizvodnje i nije često ugrađivao.
Sve rane inačice zrakoplova su imale veliki unutarnji kapacitet goriva od 5.300 litara što im je omogućavalo let od tri sata te je Crusader tijekom cijele svoje karijere rijetko koristio odbacive spremnike. Pilot je sjedio na novom Vought dizajniranom sjedalu za katapultiranje a u zrakoplov je ulazio pomoću male stepenice koja se izvlačila na dnu trupa te uz pomoć dvije ugrađene stepenice koje su se dodatno otvarale.

## Inačice

### F8U-1
Kako su testiranja prototipa prošla iznimno dobro odlučeno je da F8U-1 (F-8A) Crusader odmah krene u proizvodnju, te je 20. rujna 1955. završen prvi zrakoplov; samo šest mjeseci nakon prvog leta prototipa. Nakon dovršetka prvih ~50 zrakoplova, počeo se ugrađivati i dodatak za nadolijevanje goriva u letu koji je bio smješten iza kokpita. F8U-1 je pokretao noviji Pratt & Whitney J57-P-12 motor a na početku proizvodnje (oko 30-og zrakoplova) ugrađivan je J57-P-4A s 48,6 kN normalnog potiska i 73,9 kN potiska s naknadnim izgaranjem. Isporuke službi za procjenu su počele u ranoj 1956. a testiranja na nosaču zrakoplova USS Forrestal su završena do travnja 1956. Američka mornarica je primila prve operativne zrakoplove 28. prosinca 1956. a do ožujka 1958. proizvodnja zrakoplova je bila u punom zamahu, i Vought je proizvodio osam zrakoplova u mjesec dana. Ukupno je napravljeno 318 F8U-1.

### F8U-1P
Osim lovca, mornarica je tražila i izvidničku inačicu Crusadera, zbog čega je preuzet jedan F8U-1 i modificiran u F8U-1P foto-izvidničku inačicu. Naoružanje je uklonjeno a na trbuh i redizajnirani prednji dio su ugrađene kamere. Redizajnirani prednji dio je omogućio da se dodatak za nadolijevanje goriva tijekom leta potpuno uvuče što je eliminiralo dodatke sa strane. Uz to, smanjen je i vertikalni stabilizator kako bi se postigla što veća brzina. Prvi F8U-1P je poletio 17. prosinca 1957. te su do 1960. napravljena 144 zrakoplova.

### Ostale inačice
F8U-1 je naslijedila poboljšana inačica F8U-1E (F-8B) koja je imala AN/APS-67 radar što joj je omogućilo određene sposobnosti borbe u svim meteorološkim uvjetima. Zbog novog radara postavljen je novi i veći plastični nosni dio. Po ostalim karakteristikama, F8U-1E je bio identičan svom prethodniku, a prvi let poboljšane verzije se odvio u rujnu 1958. Ukupno je izrađeno 130 ovih zrakoplova. Nakon toga je razvijen F8U-2 koji je neslužbeno bio nazivan i Crusader II. Glavna novina ove inačica je bila ugradnja J57-P-16 motora s 47,6 kN i 75,2 kN (naknadno izgaranje) potiska. F7U-2 je imao i dva manja usisnika zraka koji su korišteni za hlađenje sustava naknadnog izgaranja. Osim toga, ugrađeno je novo sjedalo za katapultiranje te je odsada mogao nositi četiri Sidewinder rakete. Prvi F8U-2 je zapravo bio F8U-1 s novi motorima te je poletio u prosincu 1957. te su kasnije uslijedile "bolja" izdanja s više unaprijeđenja. Pokazalo se da je ova inačica bila sposobna dostići brzinu od gotovo Mach 2 što mu je omogućavalo penjanje na veće visine za manje vremena. Proizvodnja je trajala do rujna 1960. te je do tada proizvedeno 187 zrakoplova.
F8U-2N (F-8D) je inačica modificirana za ulogu noćnog lovca. Uključivala je noviju elektroniku, novi radar, sustav upravljanja vatrom i snažniji motor J57-P-20 koji je razvijao 80,1 kN potiska s naknadnim izgaranjem. Prvi let je bio u veljači 1960. s početkom proizvodnje u lipnju iste godine. Do kraja proizvodnje u siječnju 1962. napravljena su 152 zrakoplova.
Posljednja "nova" proizvodna inačica Crusadera je bila F8U-2NE koja je prvi let imala u lipnju 1961. Imala je poboljšani sustav upravljanja vatrom te je sustav mogao pratiti mete veličine bombardera na udaljenostima do 110 km. Svi zrakoplovi ove verzije osim nekoliko prvih zrakoplova, su bili pojačani kako bi mogli biti korišteni i u ulozi jurišnika te su na dva podkrilna spojišta mogle nositi Zuni rakete, AGM-12 Bullpup te različite bombe. Ukupno je napravljeno 286 zrakoplova.
Kako je Crusader bio dosta zahtjevan zrakoplov za letenje, javila se potreba za dvosjedom koji bi olakšao preobuku na ovaj tip. Zbog toga je 77. F8U-1 modificiran u dvosjeda s tandem rasporedom sjedala i dužim trupom za 60 cm zbog izmjena. Topovi i ugrađeni raketni lanser su uklonjeni ali je ostala mogućnost spajanja i korištenja Sidewinder raketa. Elektronika je unaprijeđena na F-8E standard. Nova inačica je dobila oznaku F8U-1T te je prvi put poletjelana početku 1962., no zbog smanjenja budžeta samo jedan zrakoplov je napravljen te je korišten kao demonstrator u Europi. Kasnije je bio korišten i u mornaričkoj pilotskoj školi pa u NASA-i. Nakon toga, Vought je ponovano vratio zrakoplov u svoj posjed te su ga koristili pri pokušaju prodaje Crusadera Filipincima. Zrakoplov je izgubljen u nesreći 1978. s tim da su se oba pilota uspješno katapultirali. Osim navedenih razvijene su i neke druge inačice s manjim izmjenama.

## Povijest korištenja
Preleti Crusadera iznad Kube su započeli 23. listopada 1962. pod kodnim nazivom "Blue Moon". Letjeli su u nekoliko parova, a svaki par je bio zadužen za drugu metu te bi se potom vraćali u bazu u Jacksonvilleu gdje su se filmovi vadili i razvijali. Niski preleti Crusadera su ujedno i potvrdili da Sovjetski Savez postavlja nuklearne projektile što je rezultiralo pomorskom blokadom Kube. Kasnije su izviđali i sovjetsko povlačenje. Kako se Amerika polako sve više miješala u događanja u jugo-istočnoj Aziji, u proljeće 1964. USAF i američka mornarica su započinjali s izvidničkim letovima iznad Laosa. RF-8A su činili glavnu osnovu mornaričkih snaga zaduženih za prelete te su se zbog toga često susretali i s neprijateljskom protu-zračnom paljbom. 21. svibnja 1964. RF-8A kojim je upravljao poručnik Charles Klusman je bio pogođen neprijateljskom vatrom, te se teško oštećen uspjeo vratiti na nosač zrakoplova USS Kitty Hawk. 6. lipnja iste godine, Klusman je ponovno bio pogođen te naposljetku oboren; uspješno se katapultirao ali su ga na tlu zarobile komunističke snage Laosa.
2. kolovoza 1964. američki razarač Maddox se previše približio Sjeverno Vijetnamskoj obali te je prema njemu krenulo nekoliko S. Vijetnamskih ophodnih brodova. Američki razarač je prošao bez oštećenja, a kao odgovor poslana su četiri F-8E koji su napali ophodne brodove topovskom vatrom i Zuni raketama. Jedan Crusader je bio oštećen i trebao je prinudno sletjeti u bazi Da Nang u Južnom Vijetnamu, dok je jedan ophodni brod potopljen.

### Vijetnamski rat
Na samom početku rata, Crusaderi nisu često imali priliku ulaziti u zračne borbe jer su Sjeverno Vijetnamski MIGovi napadali uglavnom jurišne zrakoplove a ne mornaričke lovce. Zbog toga je razvijena taktika da se lovci drže bliže jurišnicima, a prvi put se dokazala 12. lipnja 1966. kada je Harold Marr oborio MiG-17 pomoću dvije Sidewinder rakete. To je ujedno bilo i prvo obaranje neprijateljskog zrakoplova od strane F-8 Crusadera.

## Tehničke karakteristike
Osnovne karakteristike
- posada: 1
- dužina: 16,53 m
- raspon krila: 10,87 m
- površina krila: 34,8 m2
- visina: 4,80 m
- aeroprofil: NACA 65A006 mod (korjen krila), NACA 65A005 mod (vrh krila)

Letne karakteristike
- najveća brzina: 1975 km/h
- dolet: 2975 km
  - borbeni dolet: 730 km
- brzina penjanja: 162,3 m/s
- najveća visina leta: 17.700 m
- specifično opterećenje krila: 377,6 kg/m2
- motor: 1× Pratt & Whitney J57-P-20A